# Rhynchostegium cylindritheca
Rhynchostegium cylindritheca là một loài rêu trong họ Brachytheciaceae. Loài này được Dixon mô tả khoa học đầu tiên năm 1915.